# Haliclona glabra
Haliclona glabra är en svampdjursart som beskrevs av Patricia R. Bergquist 1961. Haliclona glabra ingår i släktet Haliclona och familjen Chalinidae. Inga underarter finns listade i Catalogue of Life.